# Liste des monuments historiques de Mayotte
Cet article recense les bâtiments protégés au titre des monuments historiques de Mayotte, en France.

## Statistiques
Au 30 juillet 2025, Mayotte compte 16 édifices comportant au moins une protection au titre des monuments historiques, dont 2 sont classés et 15 sont inscrits (en réalité, 14),.

## Liste
| Monument                                              | Commune       | Adresse                                                     | Coordonnées                      | Notice         | Protection | Date  | Illustration                      |
| ----------------------------------------------------- | ------------- | ----------------------------------------------------------- | -------------------------------- | -------------- | ---------- | ----- | --------------------------------- |
| Mosquée et sa citerne et l'ancien village d'Antana Bé | Chirongui     |                                                             | 12° 53′ 45″ sud, 45° 08′ 26″ est | « PA97600008 » | Inscrit    | 2019  | Image manquante Téléverser        |
| Ancienne usine sucrière de Miréréni                   | Chirongui     |                                                             | 12° 54′ 13″ sud, 45° 09′ 28″ est | « PA97600012 » | Inscrit    | 2021  | Image manquante Téléverser        |
| Ancienne usine sucrière de Dembeni                    | Dembeni       |                                                             | 12° 51′ 46″ sud, 45° 11′ 50″ est | « PA97600005 » | inscrit    | 2016  | Image manquante Téléverser        |
| Case SIM dite « Breslar »                             | Mamoudzou     | rue Saharangue                                              | 12° 47′ 01″ sud, 45° 13′ 31″ est | « PA97600015 » | Inscrit    | 2024  | Image manquante Téléverser        |
| Case SIM dite « Dôme »                                | Mamoudzou     | rue Saharangue                                              | 12° 47′ 01″ sud, 45° 13′ 32″ est | « PA97600016 » | Inscrit    | 2024  | Image manquante Téléverser        |
| Caserne de Petite Terre                               | Dzaoudzi      | avenue de France                                            | 12° 46′ 56″ sud, 45° 15′ 24″ est | « PA97600004 » | inscrit    | 2016  | Caserne de Petite Terre           |
| Ancienne gendarmerie de Dzaoudzi                      | Dzaoudzi      |                                                             | 12° 46′ 54″ sud, 45° 15′ 18″ est | « PA97600009 » | Inscrit    | 2019  | Image manquante Téléverser        |
| Ancien hôpital de Dzaoudzi                            | Dzaoudzi      | Dzaoudzi-Labattoir; rocher-de-Dzaoudzi; 2 rue de l' Hôpital | 12° 46′ 52″ sud, 45° 15′ 21″ est | « PA97600013 » | Inscrit    | 2024  | Image manquante Téléverser        |
| Maison du médecin                                     | Dzaoudzi      | Dzaoudzi-Labattoir; rocher-de-Dzaoudzi; rue de l' Hôpital   | 12° 46′ 52″ sud, 45° 15′ 20″ est | « PA97600014 » | Inscrit    | 2024  | Image manquante Téléverser        |
| Maison du gouverneur de Mayotte                       | Dzaoudzi      | avenue de France                                            | 12° 46′ 58″ sud, 45° 15′ 21″ est | « PA97600001 » | classé     | 2015, | Maison du gouverneur de Mayotte   |
| Mosquée-Ziara de Polé                                 | Dzaoudzi      |                                                             | 12° 46′ 26″ sud, 45° 16′ 48″ est | « PA97600006 » | inscrit    | 2017  | Mosquée-Ziara de Polé             |
| Ancien tribunal de Mamoudzou                          | Mamoudzou     |                                                             | 12° 46′ 54″ sud, 45° 14′ 02″ est | « PA97600010 » | Inscrit    | 2019  | Image manquante Téléverser        |
| Cheminée de l’ancienne usine sucrière de Cananga      | Mamoudzou     |                                                             | 12° 46′ 16″ sud, 45° 13′ 08″ est | « PA97600011 » | Inscrit    | 2020  | Image manquante Téléverser        |
| Ancienne sucrerie de Soulou                           | M'Tsangamouji | Soulou                                                      | 12° 45′ 53″ sud, 45° 06′ 18″ est | « PA97600003 » | inscrit    | 2016  | Image manquante Téléverser        |
| Mosquée de Tsingoni                                   | Tsingoni      |                                                             | 12° 47′ 23″ sud, 45° 06′ 23″ est | « PA97600002 » | classé     | 2015, | Mosquée de Tsingoni               |
| Minaret de la mosquée de Tsingoni                     | Tsingoni      |                                                             | 12° 47′ 23″ sud, 45° 06′ 23″ est | « PA97600007 » | inscrit    | 2017  | Minaret de la mosquée de Tsingoni |